# Carex macrogyna
Carex macrogyna là một loài thực vật có hoa trong họ Cói. Loài này được Turcz. ex Steudel mô tả khoa học đầu tiên.